# Holmagölen (Norra Solberga socken, Småland)
Holmagölen är en sjö i Nässjö kommun i Småland och ingår i Motala ströms huvudavrinningsområde.